# 귀울림
귀울림(문화어: 귀울이), 이명증(耳鳴症, 영어: tinnitus) 혹은 이명은 상응하는 외부의 소리가 없는데 귀에서 소리를 인식하는 것이다. 쉽게 말하자면, 외부에서 발생하지 않은 소리가 내부에서 들리는 것이다.
귀울림의 원인은 달팽이관의 손상과 유모세포(청각세포)의 손상에 의해 나타나는 증상이다. 귀울림이 생기는 경우는 무언가의 원인으로 인해 달팽이관의 유모세포가 손상이 되는 것, 고막이 손상되어 달팽이관과 유모세포가 손상이 되는 것, 찔림과 타격과 충격으로 인해 달팽이관과 고막, 속귀가 손상되어 청력세포에 손상을 주는 것, 극심한 스트레스를 겪어서 달팽이관과 청각세포를 손상시키는 것, 짧지만 일정 시간 비정상적으로 큰 소리에 노출되어 청각세포가 손상이 되는 것, 중이염같은 귓병이 생기어 청각 세포에 손상을 주는 것 등이 있다. 다른 곳에서 반사되거나 흡수됨이 없이 이도로 소리가 곧장 들어가는 헤드폰의 볼륨이 중간 수준을 넘었을 때도 달팽이관과 청각세포를 손상시켜 흔히 귀울림을 유발한다.
귀울림이 나타나는 원인은 생각보다 단순한데 보통 우리가 일반적으로 소리를 듣는다는 것은 어떠한 소리가 들리면 달팽이관의 유모세포가 반응하여 중추신경으로 신호를 보내어 소리를 들을 수 있다. 하지만 어떠한 원인으로 인하여 달팽이관의 유모세포가 손상을 입고 그 유모세포의 손상이 과잉된 활동반응을 일으켜서 중추신경에 영향을 나타내어 실제 소리는 나지 않지만 중추신경은 유모세포의 손상에 반응하여 청각 신호를 듣는 듯이 들리는 것이다.
달팽이관의 구조를 보면 가장 바깥부분은 얇고 가장 안쪽은 굵다. 얇은 바깥쪽부터 높은 음역대를 맡는 유모세포가 존재하고 안쪽일수록 저음역대의 유모세포가 존재한다. 작은 소리가 나면 가장 바깥쪽의 유모세포가 움직이며 중추신경에 신호를 보내고 큰 소리일수록 안쪽의 유모세포에서 신호를 보낸다. 청신경의 손상(달팽이관과 유모세포의 손상)이 일어날 때 가장 바깥쪽의 청각신경(유모세포)부터 손상이 되는 경우가 많으며 아주 큰 소음이나 무언가의 충격, 메니에르 병같은 경우에는 바깥쪽부터 가장 안쪽의 청신경까지 같이 손상되어 난청을 일으키면서 저음의 귀울림이 일어나게 된다. 달팽이관의 손상에서 가장 안쪽의 달팽이관의 유모세포에 손상이 있는 경우에는 저주파의 귀울림이 발생하고 가장 바깥쪽의 달팽이관이 손상되면 고주파의 귀울림이 발생한다.
귀울림은 노화와 같은 자연적인 청력 장애, 유전적(선천적)인 청력 장애의 부작용으로도 발생할 수 있다. 가장 흔한 원인은 소음으로 인한 청각 장애와 무언가의 원인으로 인한 유모세포 손상이다. 하지만 그리고 귀울림이 있다고 해도 청력 검사에는 문제가 없는 경우도 상당수 존재한다. 특히 10대 미성년자 및 20~30대들에게 오는 귀울림은 청력저하가 없는 경우가 아주 흔한데 이것은 어떠한 원인으로 달팽이관의 유모세포가 손상이 되었고 이 손상된 정도가 청력 검사에서는 나타나지 않은 미세한 손상이기 때문이다. 청력검사에서 청력저하로는 나타나지 않은 귀울림인 경우에는 달팽이관의 가장 바깥쪽의 얇은 부분이 손상된 경우가 많아서 저주파 귀울림이 나타나는 경향이 있다.
귀울림은 보통 주관적인 현상이어서, 청력계에서 알려진 파장과 크기의 소음과 비교하는 것과 같은 객관적인 검사로 측정하기는 어렵다. 그 상태는 종종 임상적으로 수면이나 명상, 일상적인 행동의 방해 등의 현실적인 어려움에 따라 '경미'에서 '극심'까지의 간단한 측정 등급으로 평가된다.
귀울림 증상은 흔히 발생하여, 일반적인 건강에 대한 설문지에서 55세에서 65세 사이의 사람들 중 5명에 1명 꼴로 증상이 있다고 답했으며, 귀울림으로 특정한 보다 상세한 설문지에서는 11.8%였다.

## 특징
귀울림은 한쪽 또는 양쪽에서 감지된다. 귀울림은 보통 소리가 울린다고 표현하는데, 환자에 따라 전기 장치에서 나는 것과 같은 높은 소리, 윙윙거리는 소음, '쉭'하는 소리, 귀뚜라미나 개구리의 우는 소리, 비프음, 또는 청각 검사음과 같이 순수하게 일정한 톤을 듣게 된다. 귀울림은 간헐적으로 일어날 수도 있고, 계속될 수도 있는데, 이 경우 귀울림으로 괴로움을 겪을 수 있다. 개인에 따라서는, 소음의 강도는 어깨, 머리, 혀, 턱, 눈의 움직임에 따라 바뀌기도 한다.
귀울림증이 있는 사람들은 많은 경우에서 청력 상실이 검사결과상 나오는데 막상 임상에서 검사를 해보면 청력에 이상이 없으나 귀울림을 앓는 환자들의 수도 있다. 특히 10~30대 귀울림의 경우 오히려 고/저음부 청력이 전혀 문제가 없는 경우가 아주 흔하게 나온다. 이는 고/저음부 청력 검사에서는 나타나지 않는 미세한 청각 세포의 손상에 의한 것이다. 만약 청력의 이상이 있다면, 그러한 경우 거짓으로 들리는 주파수 안쪽의 외부 소리를 명확하게 들을 수 없는 경우가 있다. 이로부터 귀울림의 원인 중 가장 큰 하나로 중앙의 등쪽달팽이핵 청신경의 항상성 반응이 제시되는데, 이는 청각 입력이 줄어드는 것을 보상하기 위해 청신경의 활동이 과잉반응을 일으킨다는 것이다.
귀울림으로 조용한 배경음으로부터 큰 소리까지 감지될 수 있다. ' 귀울림'은 보통 심한 경우를 말하는데, 한 대학에서 귀울림증이 없는 100명의 학생들 중 93%가 무향실에서 윙윙거리거나 휘파람 같은 소리를 들었다. 집단 연구에서는 산업화된 나라에서는 비정상적인 수준의 소음에 노출되어 청력에 손상을 입는 경우가 흔함이 입증되었다.
지속적인 귀울림은 과민 반응, 피로, 그리고, 가끔은 임상적인 우울증을 초래할 수 있다.
분석에서 귀울림과 관련된 잠재적인 소리의 원천은 배제되어야 한다. 예를 들면, 매우 높은 음은 현대에는 흔한 전기 배선이나 신호의 송수신에 의한 것일 수 있다.

## 원인

### 타각적 귀울림
경우에 따라서, 의사가 환자의 귀에서 나오는 실제의 소리를 들을 수 있는데, 이러한 귀울림을 타각적 귀울림(또는 객관적 귀울림)이라고 한다. 중이(中耳) 주위의 근육이 경련으로 '찰칵' 또는 '탁탁' 하는 소리를 낼 수 있다. 어떤 사람들은 맥박에 맞추어 소리를 듣기도 한다. 박동성 귀울림은 혈류의 변화나 귀 주위의 정맥의 흐름에서 생길 수 있지만,) 귓속의 혈액의 흐름에 대한 관심이 증가하여 생기는 자각적인 증상일 수 있다. 드물게, 박동성 귀울림은 경동맥 동맥류와 같은 잠재적으로 생명을 위협할 수 있는 상태의 증상일 수 있다. 또는, 경동맥 박리의 증상일 수 있다. 박동성 귀울림은 또한 맥관염, 보다 구체적으로 거대세포 동맥염을 시사하기도 한다.

### 자각적 귀울림
자각적 귀울림은 가능한 여러 원인이 있을 수 있으나, 보통 청각의 손실을 초래하는 이과적 장애에 의한다. 원인으로는 가장 흔한 경우는 소음으로 인한 청력 상실에 의한 것으로, 과도하거나 큰 소음에 노출되는 것에서 비롯된다. 하지만, 귀울림은 갑작스러운 청력의 상실과 함께 분명한 외부 요인이 없을 수도 있다. 이독성을 갖는 약제들도 자각적 귀울림을 초래할 수 있는데, 난청을 동반할 수도, 동반하지 않을 수도 있으며, 그 자체로서는 이독성이 없는 투여량에도 큰 소음에 의한 손상을 크게 할 수 있다.
자각성 귀울림은 또한 아스피린과 같은 몇몇 약제들의 부작용일 수 있으며 자각성 귀울림은 항부정맥약인 퀴니딘의 부작용으로도 생길 수 있다. 260가지가 넘는 약제들이 그 부작용으로 귀울림을 발생시킨다고 알려져 있다.
자각성 귀울림은 다음과 같은 원인을 생각할 수 있다. 하지만 주로 이러한 증상 혹은 질병이 귀울림을 일으킨다는 말이다. 꼭 이러한 증상이나 약품만이 귀울림을 일으킨다는 말이 아니다.
- 이과학적 문제 및 청각 손상:
  - 전음성 난청
    - 외이염
    - 청각 쇼크
    - 소음 또는 음악[19]
    - 귀지의 밀착
    - 중이 삼출액
    - 위반고리관 결손

  - 감각신경성청력손실
    - 과도하거나 큰 소음
    - 노인성난청
    - 메니에르병
    - 청신경종
    - 수은 중독 또는 납 중독
    - 이독성 약제
      - 진통제:
        - 아스피린
        - 비스테로이드 항염증약

      - 항생제:
        - 아미노글리코사이드
        - 클로람페니콜
        - 에리스로마이신
        - 테트라시클린
        - 토브라마이신
        - 반코마이신
        - 독시사이클린 (비브라마이신)[20]

      - 화학요법 및 항비루스약:
        - 블레오마이신
        - 인터페론
        - 페그인터페론 알파 2a
        - 시스플라틴
        - 메클로레타민
        - 메토트렉세이트
        - 빈크리스틴

      - 루프 이뇨제:
        - 부메타니드
        - 에타크린산
        - 푸로세미드

      - 기타:
        - 클로로퀸
        - 퀴닌
        - 바레니클린 (챔픽스)
        - 나프록센
- 신경계 장애:
  - 아놀드-키아리 증후군
  - 다발성 경화증
  - 두부 손상
    - 두개골 골절
    - 폐쇄성 두부 손상
    - 편타성 손상
    - 악관절 장애
    - 거대세포 동맥염
- 물질 대사 장애:
  - 갑상선 질환
  - 과지질혈증
  - 비타민 B12 부족
  - 철 결핍성 빈혈
- 기타 원인들:
  - 긴장성 근염 증후군
  - 결합 조직염
  - 맥관염
  - 긴장 항진
  - 흉곽출구 증후군
  - 라임병
  - 입면
  - 수면 마비
  - 고실 사구종 종양
  - 탄저병 방어항원이 있는 탄저병 백신
    - 5-MeO-DET[21]
    - DiPT(diisopropyltryptamine)[22]

  - 비충혈

## 항생제에 의한 귀울림
지나친 큰 소음이나 잡음의 장시간 노출은 귀울림 증상을 야기할 수 있다. 소음을 줄여주는 이어 플러그 등이 이것을 예방할 수 있다. 또한 항생제가 귀울림을 일으키는 경우도 많다. 이독성(ototoxicity)은 독소에 의한 귀의 내부기관 특히 달팽이관이나 청신경, 전정 신경들이 손상을 받는 것이다. 예를 들면, 젠타마이신, 토브라마이신등의 항생제들이 이독성을 유발할 수 있는 약물이다. 그리고, 루우프 이뇨제의 경우 시간 당 240mg 이상이 몸에 흡수되면 이독성을 유발할 수 있다. 위의 특정 약물들의 섭취 양이 어느 정도 이상 지속 및 누적되면, 이것이 앞서 기술한 것같이, 장시간 귀에 심한 노이즈 등 잡음에 노출되어 귀의 내부 기관이 손상되는 것과 같은 형태를 나타내는데, 만약 이독성을 유발할 수 있는 약물을 지속적으로 처방 받아야 한다면, 전문의사의 정밀한 검사를 통해서 처방하는 이독성 약물의 처방 양과 섭취하는 인터벌에 대한 것을 의사로부터 처방을 받고 최소화할 수 있어야 한다. 그리고 약물로 인한 이독성이 장기간 지속되면, 귀의 내부 기관에 손상을 줄 수 있기에, 이독성을 유발하는 약물을 통해서, 귀울림 증상 등의 부작용이 발생하였을 때는, 해당 약물의 섭취 및 처방을 가능하다면, 중지하는 것을 권장한다.

## 같이 보기
- 백색잡음(화이트 노이즈)
- 발열
- 생체전기